# 각시방에 사랑 열렸네
《각시방에 사랑 열렸네》은 MBC에서 1990년 1월 26일에 방영된 설날 특집 드라마이다. 아버지의 뜻을 어기고 뮤지컬 배우가 된 아들이 가출한 뒤 빚는 부자간의 갈등과 가족의 화합 등을 코믹하게 그린 가족 뮤지컬이다.
한편, 서울예전의 박일규 교수가 안무를 맡고, 서울오디오의 김대중이 노래 지도를 하면서 많은 관심을 모았다.

## 줄거리
상훈은 뮤지컬 배우가 꿈이지만 부유한 집안의 장남인 관계로 아버지의 사업체를 물려받으라고 강요를 벗어나고자 친구 홍범의 아파트로 거처를 옮긴다. 층수를 착각하여 아래 층 아파트의 벨로 누르게 되면서 지은을 만나게 된다.

## 등장 인물

### 주요 인물
- 최수종: 이상훈 역
- 채시라: 유지은 역
- 강남길: 여홍범 역
- 최진실: 오도희 역

### 그 외 인물
- 심양홍: 이상훈의 아버지 역
- 김해숙: 이상훈의 어머니 역
- 최은숙
- 한규희
- 문회원: 뮤지컬 감독 역
- 홍순창: 정 부장 역
- 윤순홍
- 이미경: 뮤지컬 스태프 역
- 차재홍
- 신복숙
- 신윤정
- 김찬우
- 박형준
- 김나운
- 이원재
- 구인우
- 정성월
- 주원성
- 문정진
- 황규인
- 박재영
- 지영희
- 이문주: 이상희 역 - 이상훈의 동생
- 전경미
- 진해경